# Cai Boie
Cai Boie (* 31. Dezember 1926 in Dortmund; † 24. August 1999 in Hamburg) war ein deutscher Schiffbauingenieur, Redakteur und maritimer Sachbuchautor, der u. a. ein Standardwerk zum Schiffbau in Deutschland verfasste.

## Leben und Wirken
Cai Boie wurde in Dortmund geboren, seine Eltern waren der Schiffsmaschinenbau-Ingenieur Cai Boie (1886–1967) und dessen Ehefrau Antoni, geborene Kloth (1889–1969). Er wuchs in Kiel auf und wurde Ende des Zweiten Weltkrieges zur Kriegsmarine eingezogen. Dort war er von Januar bis Mai 1945 Seekadett auf dem Linienschiff Schlesien und auf dem als Schulschiff genutzten früheren Hilfskreuzer Orion.
Nach Entlassung aus der britischen Kriegsgefangenschaft im Juli 1945 absolvierte er in Kiel bis 1947 eine zweijährige Lehre als Schiffbauer bei den Howaldtswerken. Anschließend nahm er in Hamburg an der Ingenieurschule ein Schiffbaustudium auf. Bereits während seines Studiums arbeitete er für den Dozenten Kurt Wendel und begann auf dessen Initiative, bei der Schifffahrtszeitschrift Hansa einen neu aufgenommenen Teil „Schiffbau“ zu bearbeiten.
Nach Abschluss seines Studiums als Diplom-Ingenieur übte er diese Tätigkeit ab 1949 hauptberuflich aus. Bis 1952 wurde er dort Redakteur für den Bereich Technik, von 1970 bis 1980 war er technischer Schriftleiter und stellvertretenden Chefredakteur. In diesen Jahrzehnten verfasste er regelmäßig Artikel, wobei schiffbautechnische Entwicklungen und Neuerungen zu seinen Schwerpunkten zählten.
Von 1980 bis 1991 leitete Cai Boie als Geschäftsführer das Ingenieurbüro Conplan mit Planungs- und Bauaufsichtsaufgaben für Schiffsneubauten, insbesondere von Forschungsschiffen. Auch in dieser Zeit blieb er publizistisch der Zeitschrift Hansa verbunden und veröffentlichte weiterhin Artikel zu Fachthemen.
Bereits 1950 war Cai Boie der Schiffsbautechnischen Gesellschaft (STG) beigetreten, in der zeitweilig mehrere Fachausschüsse leitete. Dort war er zugleich Förderer und Mentor des studentischen Nachwuchses. Für seine Tätigkeiten wurde er 1995 mit der Silbernen Denkmünze der Schiffbautechnischen Gesellschaft geehrt.
Nach seiner Pensionierung 1991 widmete sich Cai Boie verstärkt der Geschichte des Schiffbaus. Neben seiner fortgesetzten Tätigkeit als Autor für die Zeitschrift Hansa arbeitete er in dieser Zeit an mehreren Monographien, die er nicht alle abschließen konnte. Der von seinem Sohn posthum publizierte Titel Von der Hansekogge zum Containerschiff – 500 Jahre Schiffbau in Deutschland war Resultat seiner jahrzehntelangen Forschung und avancierte zum Standardwerk. Die als „Boie-Liste“ bezeichnete Sammlung umfasst rund 70.000 Schiffe und floss als Grundlage in die Schiffsliste des Deutschen Schifffahrtsmuseums ein. Das Museum stellt sie über die im Internet erreichbare Schiffsliste weiterhin als separat abzurufende „Boie-Liste“ öffentlich zur Verfügung.

## Publikationen

### Artikel (Auswahl)
- Das eisbrechende Großschiff. In: Hansa. Zeitschrift für Schiffahrt, Schiffbau, Hafen, 112. Jg., 1975, S. 659–664.
- Hat der deutsche Schiffbau eine Zukunft? In: Deutsche Schiffahrt Nr. 2/1984, S. 5–13.
- Schiffstechnik 1885–1985. In: Hansa. Zeitschrift für Schiffahrt, Schiffbau, Hafen, 122. Jg., 1985, Nr. 112, S. 78–?
- mit Reinhart Schmelzkopf: Die Krögerwerft in Audorf. In: Strandgut. Materialien zur Schiffahrtsgeschichte Nr. 29, Cuxhaven 1992, S. 65–76.
- Wie können Ro/Ro-Fahrgastfähren sicherer werden? In: Hansa. Zeitschrift für Schiffahrt, Schiffbau, Hafen, 132. Jg., 1995, S. 10–12.
- Fremde Werften in deutscher Hand (Folge VIII: Italien, kleine Werften). In: Strandgut. Materialien zur Schiffahrtsgeschichte Nr. 39, Cuxhaven 1996, S. 139–146.
- mit Reinhart Schmelzkopf: Die Staatswerft in Saatsee. In: Strandgut. Materialien zur Schiffahrtsgeschichte Nr. 49, Cuxhaven 2001, S. 87–92.

### Monographien
- mit Peter Tamm: Pleuger KG. Schöne Schiffe bauen. Bericht und Gedanken über ein Preisausschreiben der Pleuger KG Reederei. Hanseatische Druckanstalt, Hamburg 1951.
- Schiffbau in Deutschland 1945–52. Die verbotene Industrie. Verlag Gert Uwe Detlefsen, Bad Segeberg und Cuxhaven 1993, ISBN 3-928473-11-5.
- mit Bernd Oesterle: Die deutsche Handelsschifffahrt bei Kriegsausbruch 1939. Elbe-Spree-Verlag, Hamburg, Berlin 2000, ISBN 3-931129-22-5.
- Von der Hansekogge zum Containerschiff – 500 Jahre Schiffbau in Deutschland. 2 Bände, Selbstverlag Ulf Boie Hamburg 2001.